# Garci Sánchez de Badajoz
Garci Sánchez de Badajoz (Écija, 1460-1526) fue un poeta español de los siglos XV y XVI, perteneciente a la lírica cancioneril y a la Escuela alegórico-dantesca.

## Biografía
Su familia procedía de la baja nobleza extremeña de Badajoz, pero en el siglo XV se estableció en Sevilla. El Cancionero General (1511) recoge gran número de sus composiciones, y otras aparecen en pliegos sueltos y en el Cancionero de romances. Según la República del mundo de fray Jerónimo Román, era un eminente músico tañedor de vihuela, al que una gran pasión amorosa le llevó a perder el juicio. 
Escribió Liçiones de Job apropiadas a las pasiones de amor, parodia del famoso libro bíblico muy perseguida por la Inquisición, que mandó expurgarlas para que pudieran ser publicadas en el Cancionero general; Claro escuro; El sueño, donde se figura su propio entierro; El infierno del amor, un poema alegórico al estilo de Dante Alighieri compuesto con retazos de canciones eróticas de poetas ya fallecidos que el autor supone perpetuamente penando; el romance Caminando por mis males posee un sentimentalismo subjetivo y enfermizo que se adelanta a su tiempo milagrosamente con caracteres propios del Romanticismo, y las Lamentaciones de amores, que fueron muy elogiadas por Fernando de Herrera. Aparte de esto, elaboró gran número de canciones, villancicos y dezires.
Alabó mucho el estilo de sus coplas Juan de Valdés en su Diálogo de la lengua, y Lope de Vega decía en el prólogo de su Isidro: "¿Qué cosa iguala a una redondilla de Garci Sánchez?".

## Obras
- Liçiones de Job apropiadas a las pasiones de amor
- Lamentaciones de amores
- Caminando por mis males
- Claro escuro
- El infierno del amor
- El sueño
- Ymagen de hermosura